# Nébouzan
Entités suivantes :
- Haute-Garonne
- Hautes-Pyrénées

Le pays du Nébouzan ou, simplement, le Nébouzan,, (Nebosan en occitan) est une région historique de la Gascogne, dans la région Occitanie, à cheval sur les départements des Hautes-Pyrénées et de la Haute-Garonne.
Au Moyen Âge central, le Nébouzan est une vicomté, vassale du comté de Comminges. Il en est détaché en 1251-1267. Ses villes principales sont Saint-Gaudens et Lannemezan. Il fut également un pays d'états, possédant ses propres États provinciaux.
Son histoire a fait l'objet d'une recherche approfondie par Jean Bourdette, l'historien du Lavedan, à la fin du XIXe siècle.

## Toponymie
Nébouzan vient sans doute de *Nepotianum, adjectif dérivé de Nepos ou Nepotus, nom de personne gallo-romain qui signifie « Le Neveu ».

## Vicomté de Nébouzan

Le Nébouzan dans ses limites du XVIII et les communes et départements actuels.

Le Nébouzan est une ancienne vicomté. Son territoire s'étendait sur le diocèse de Comminges et celui de Tarbes. Il n'était pas contigu mais entrecoupé par le comté de Comminges, des enclaves de la Jugerie de Rivière-Verdun et les Quatre-Vallées. Sa partie orientale, qui relevait du diocèse de Comminges, comprenait vingt-huit paroisses réparties entre trois châtellenies : la châtellenie de Sauveterre, à droite de la Garonne, et les châtellenies de Cassagnabère et de Saint-Plancard, à gauche.
La châtellenie de Saint-Gaudens comprenait deux communautés d'habitants : les paroisses de Saint-Gaudens et de Miramont (aujourd'hui, Miramont-de-Comminges) qui dépendaient de l'archiprêtré de Saint-Gaudens.
La châtellenie de Sauveterre comprenait les six communautés d'habitants suivantes :
- La paroisse de Barbazan[8] et les annexes de Labroquère[8] et de Sauveterre (aujourd'hui, Sauveterre-de-Comminges[8]), qui dépendaient de l'archiprêtré de Saint-Bertrand ;
- Les paroisses d'Ardiège[8] et de Gourdan (aujourd'hui, Gourdan-Polignan[8]), qui dépendaient de l'archiprêtré de Montrejeau ;
- La paroisse de Labarthe (aujourd'hui, Labarthe-Rivière[8]), qui dépendait de l'archiprêtré de Saint-Gaudens.

La châtellenie de Cassagnabère comprenait les communautés d'habitants suivantes :
- Lannemezan ;
- Les paroisses d'Escala, Pinas et Tuzaguet, qui dépendaient de l'archiprêtré de Montoussé ;
- Les paroisses de Cassagnabère (aujourd'hui, Cassagnabère-Tournas[8]) et d'Aulon[8] ainsi que les annexes de Saint-Élix et Seiglan (aujourd'hui, Saint-Élix-Séglan[8]) et de Peyrouzet[8], qui dépendaient de l'archiprêtré d'Alan ;
- La baronnie de Ramefort.

La châtellenie de Saint-Plancard comprenait les communautés d'habitants suivantes : Saint-Plancard, Balesta, Larroque, Franquevielle, Loudet, Le Cuing, Lodes, Lespugue, Sarrecave, Montmaurin, Nizan (aujourd'hui, Nizan-Gesse) et Blajan. Elle comprenait aussi la baronnie de la Roque et les abbayes cisterciennes de Nisors, ou de la Bénédiction-Dieu, près de la bastide de Boulogne, et de Bonnefont.
La partie occidentale de la vicomté de Nébouzan, qui relevait du diocèse de Tarbes, comprenait dix-huit paroisses, formant la viguerie de Mauvezin. Elle comprenait les communautés d'habitants suivantes :
- Communautés d'habitants relevant de l'archiprêtré de Tournay : la paroisse de Gourgue et son annexe, Péré ;
- Communautés d'habitants relevant de l'archiprêtré de Cieutat : Artiguemy ; Capvern ; Castillon et son annexe, Bettes ; Chelle-Dessus et son annexe, Spou (aujourd'hui, Chelle-Spou) ; Cieutat ; Mauvezin ; Poumarous ;
- Communautés d'habitants relevant de l'archiprêtré de Campistrous : Bégole ; Lutilhous et son annexe, Lagrange ;
- Autres communautés d'habitants : Avezac (aujourd'hui, Avezac-Prat-Lahitte), Tilhouse,  Bourg (aujourd'hui, Bourg-de-Bigorre), Sarlabous, Benqué, Fréchendets, Espieilh, Uzer, Batsère, Espèche, Lomné, Bulan, Asque, Marsas.

Gariscan, Mondilhan et Sarremazan.

## Sénéchaussée de Saint-Gaudens
Sous l'Ancien Régime, le Nébouzan correspondait approximativement à la sénéchaussée de Saint-Gaudens.

## États provinciaux
Sous l'Ancien Régime, le Nébouzan était un pays d'états. Les états provinciaux se réunissaient, tous les ans, à Saint-Gaudens. L'abbé de Nisors en était le président.
L'ordre du clergé y était représenté par :
- Les trois abbés de Nizors, de Bonnefont et de l'Escaledieu ;
- Le syndic du chapitre de chanoines de l'église collégiale Saint-Pierre de Saint-Gaudens.

L'ordre de la noblesse y était représenté par :
- Huit barons, dont ceux de la Roque, Ramefort et Rodets ;
- Douze seigneurs ;
- Les quatre capitaines des châteaux de Miramont, Mauvezin, Saint-Plancard et Lannemezan.

L'ordre du tiers y était représenté par les consuls de Saint-Gaudens et des cinquante-sept autres communautés d'habitants dites taillables.

## Territoire
Une carte de Guillaume Delisle datée de 1712 indique que le Nébouzan comprend notamment :
| - Saint-Gaudens - Labarthe-Rivière - Barbazan - Labroquère - Gourdan-Polignan | - Blajan - Lespugue - Larroque - Sarrecave - Balesta | - Montmaurin - Sarremezan - Cassagnabère-Tournas - Aulon - Saint-Élix-Séglan | - Saint-Plancard - Franquevielle - Villeneuve-Lécussan - Saint-Laurent-de-Neste - Bizous | - Tuzaguet - Pinas - Lannemezan - Lagrange - Lutilhous | - Bégole - Mauvezin - Avezac - Espèche - Cieutat | - Benqué |

À cette même époque, le Nébouzan entoure beaucoup d'enclaves, telles que Valentine qui relève du Languedoc, Montréjeau et Saint-Bertrand-de-Comminges qui relèvent de Rivière-Verdun, Clarac qui relève du Comminges, etc.